# Partito Democratico delle Filippine
Il Partito Democratico delle Filippine-Potere della Nazione (in filippino Partido Demokratiko Pilipino-Lakas ng Bayan o PDP-Laban) è un partito politico di centro-sinistra filippino fondato nel 1983.

## Storia
Questo partito è frutto dell'unione tra il Partito Democratico Filippino ed il Lakas ng Bayan. Esso è stato fondato nel 1982 da Aquilino Pimentel Jr. e da un gruppo di dissidenti contro il governo del Presidente delle Filippine Ferdinand Marcos.

## Risultati elettorali
Alle ultime elezioni presidenziali del 2016 il PDP-Laban ha ricevuto 16.601.997 di voti, equivalenti al 39,01% dei votanti.